# Gilberto Pichetto Fratin
Gilberto Pichetto Fratin (ur. 4 stycznia 1954 w Veglio) – włoski polityk, ekonomista i samorządowiec, senator i deputowany, od 2022 minister.

## Życiorys
Ukończył studia z zakresu ekonomii i handlu na Uniwersytecie Turyńskim, pracował jako doradca, księgowy i nauczyciel rachunkowości. Działalność polityczną rozpoczął w ramach Włoskiej Partii Republikańskiej. W latach 90. dołączył do Forza Italia, z którym następnie współtworzył Lud Wolności. Później został członkiem reaktywowanego ugrupowania FI.
Pełnił różne funkcje w strukturach samorządowych. W 1985 zasiadł po raz pierwszy w radzie miejscowości Biella. Objął stanowisko asesora we władzach miejskich, które zajmował do 1994. Od 1995 był członkiem rady regionalnej w Piemoncie, a od 2000 do 2005 asesorem we władzach regionu. W latach 2008–2013 zasiadał w Senacie XVI kadencji. Później do 2014 był zastępcą prezydenta Piemontu Roberta Coty. W wyniku wyborów w 2018 ponownie wszedł w skład Senatu. W 2022 został natomiast wybrany do Izby Deputowanych.
W lutym 2021 mianowany wiceministrem rozwoju gospodarczego. W październiku 2022 objął stanowisko ministra transformacji ekologicznej w nowo utworzonym rządzie Giorgii Meloni; w listopadzie tegoż roku jego resort przemianowano na ministerstwo środowiska i bezpieczeństwa energetycznego.